# Vintířov (Obrataň)
Vintířov (německy Wintirschow, Winterhof) je malá vesnice, část obce Obrataň v okrese Pelhřimov. Nachází se asi 4,5 km na jihovýchod od Obrataně. V roce 2009 zde bylo evidováno 46 adres. V roce 2001 zde trvale žilo 72 obyvatel.
Vintířov je také název katastrálního území o rozloze 8,51 km2.

## Fotogalerie

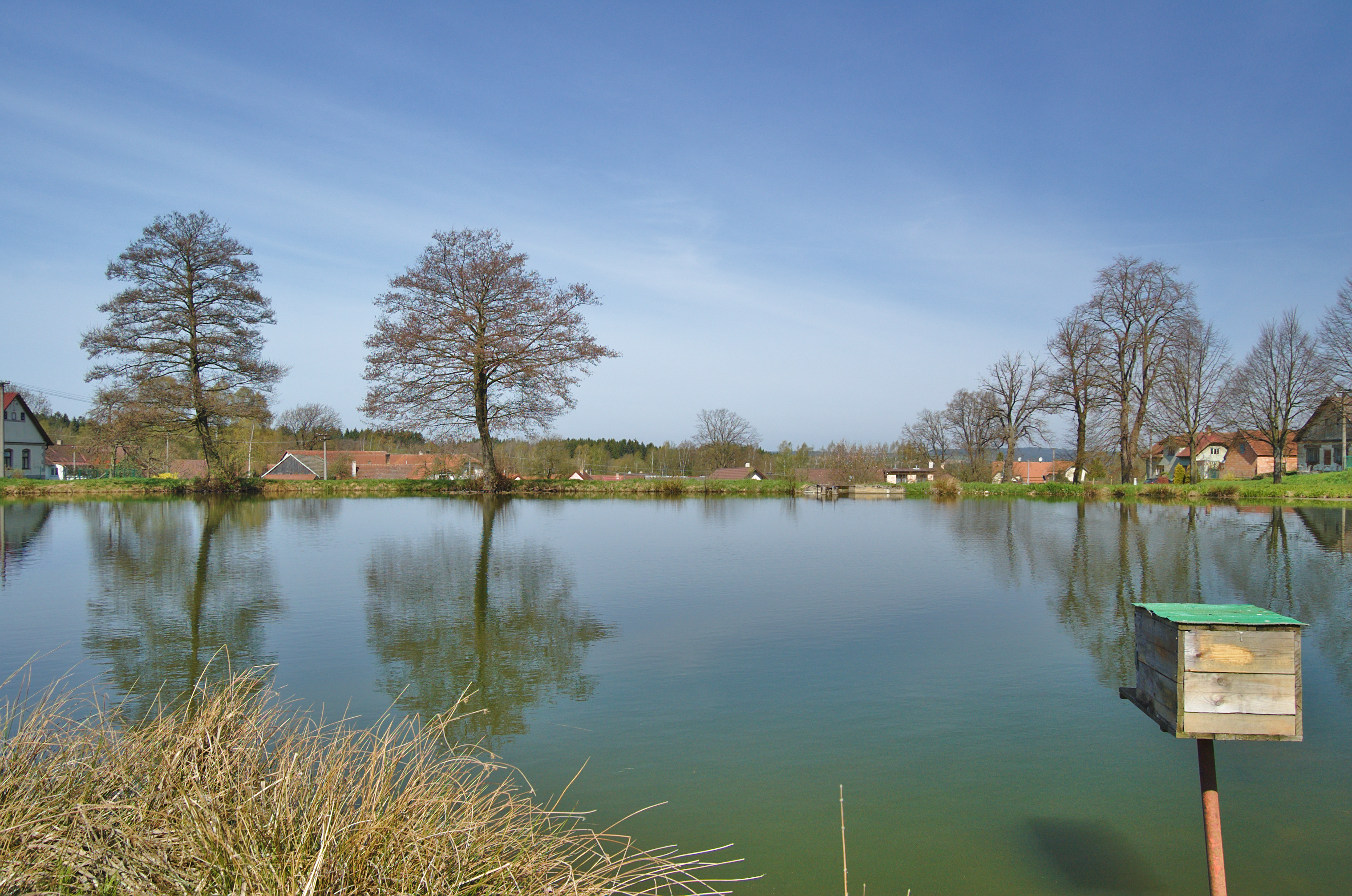
Rybník na návsi
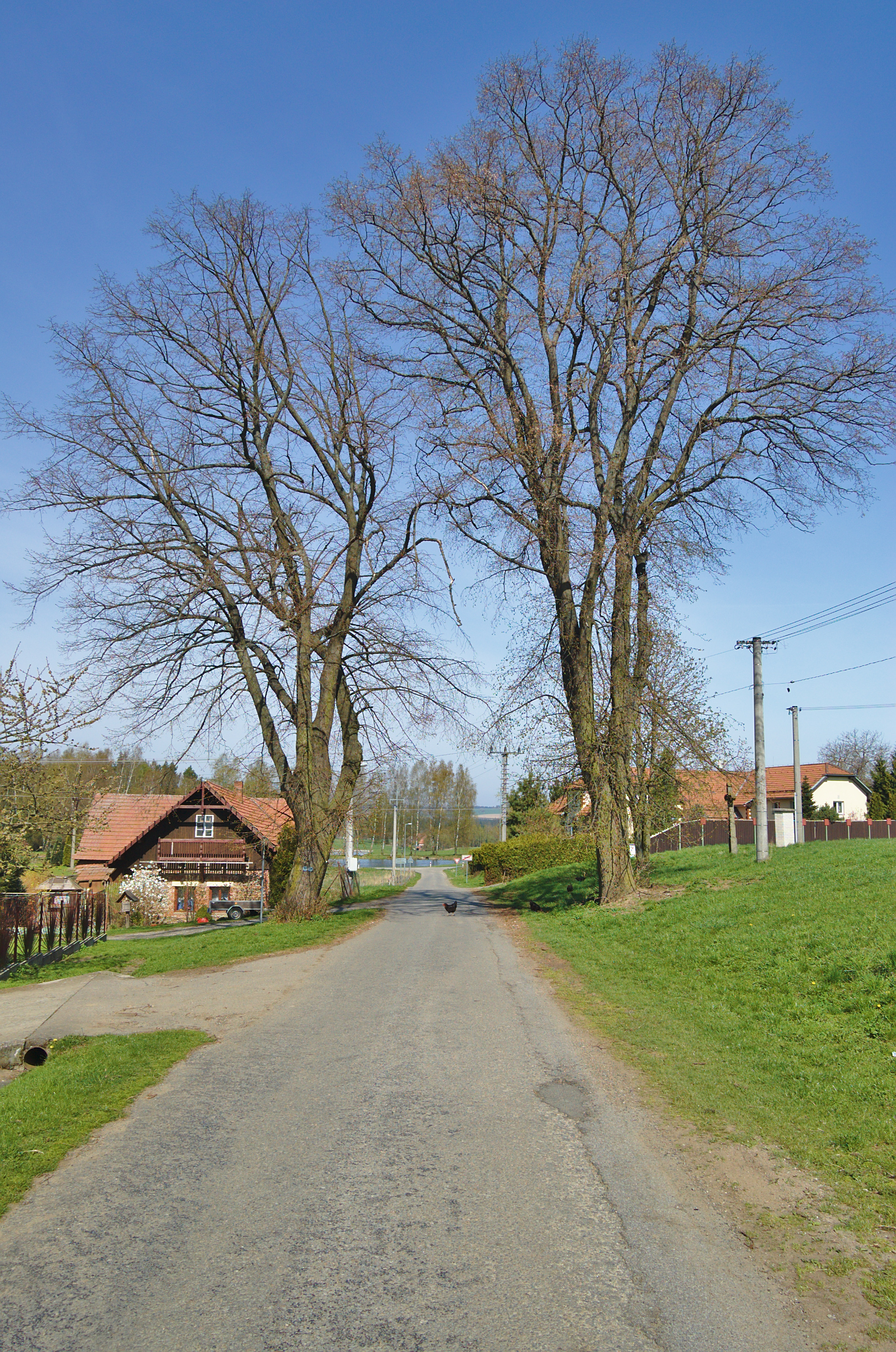
Lípy u vjezdu do vsi
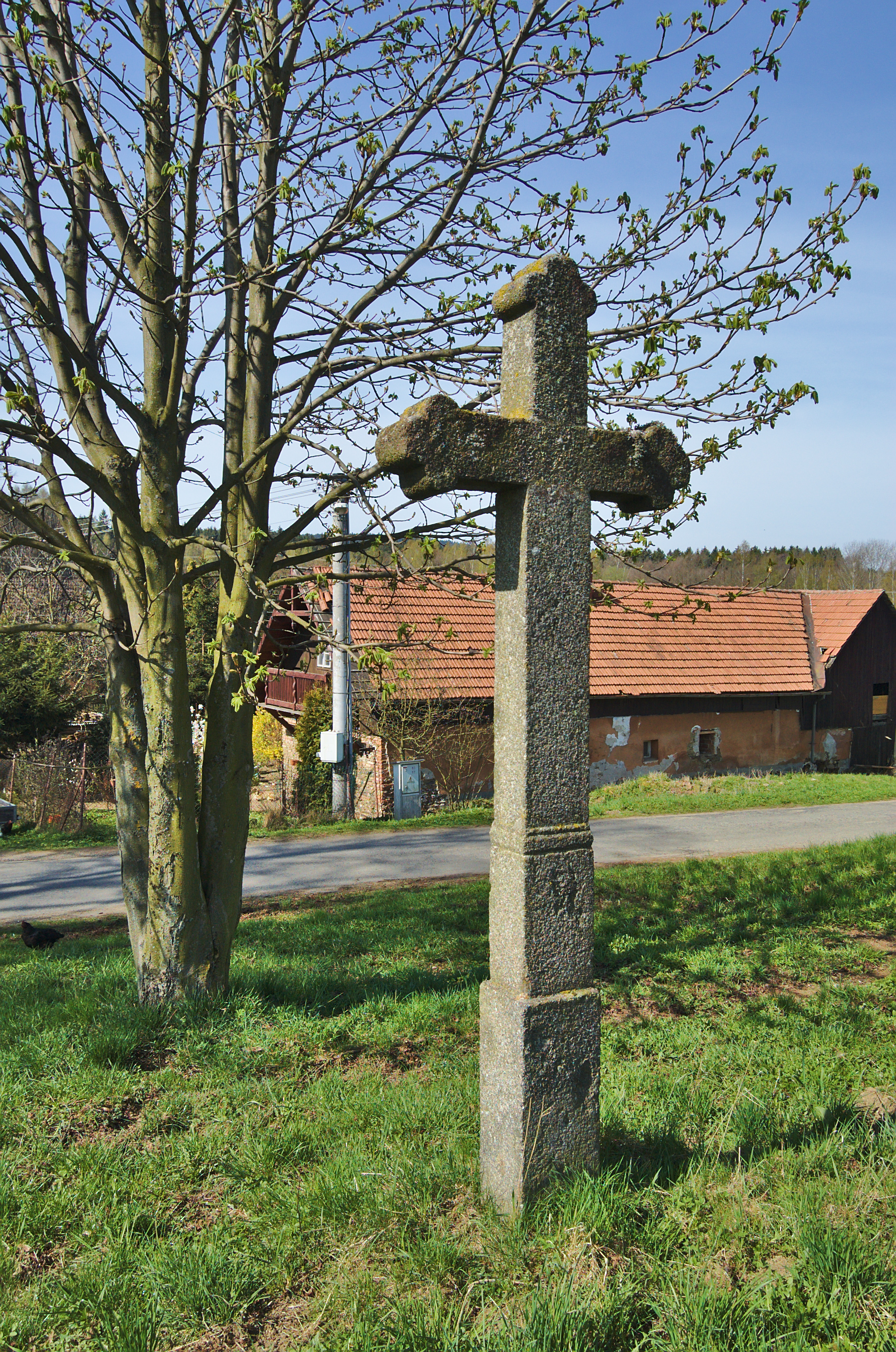
Kříž u vjezdu do vsi
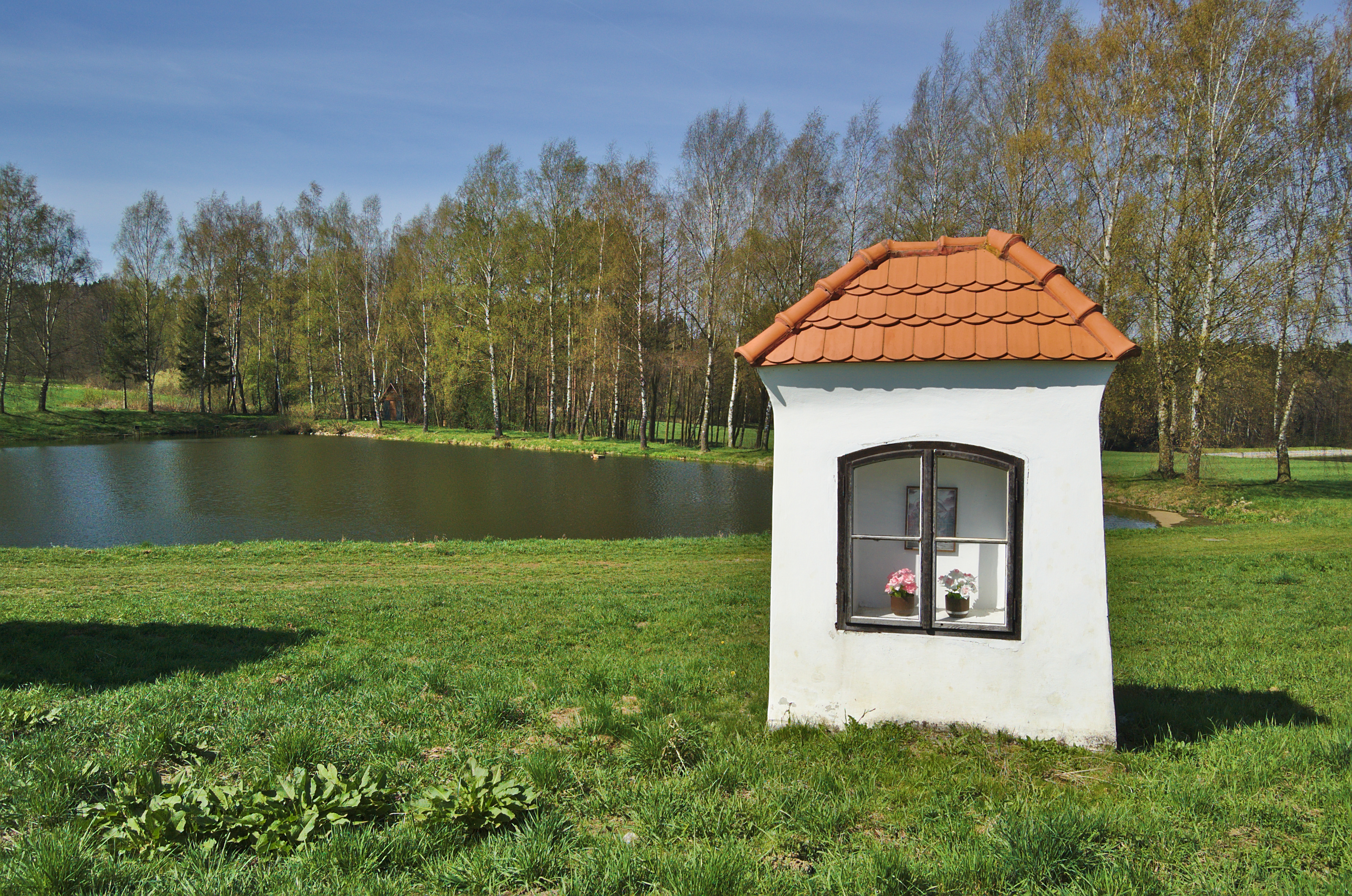
Boží muka severozápadně od vsi
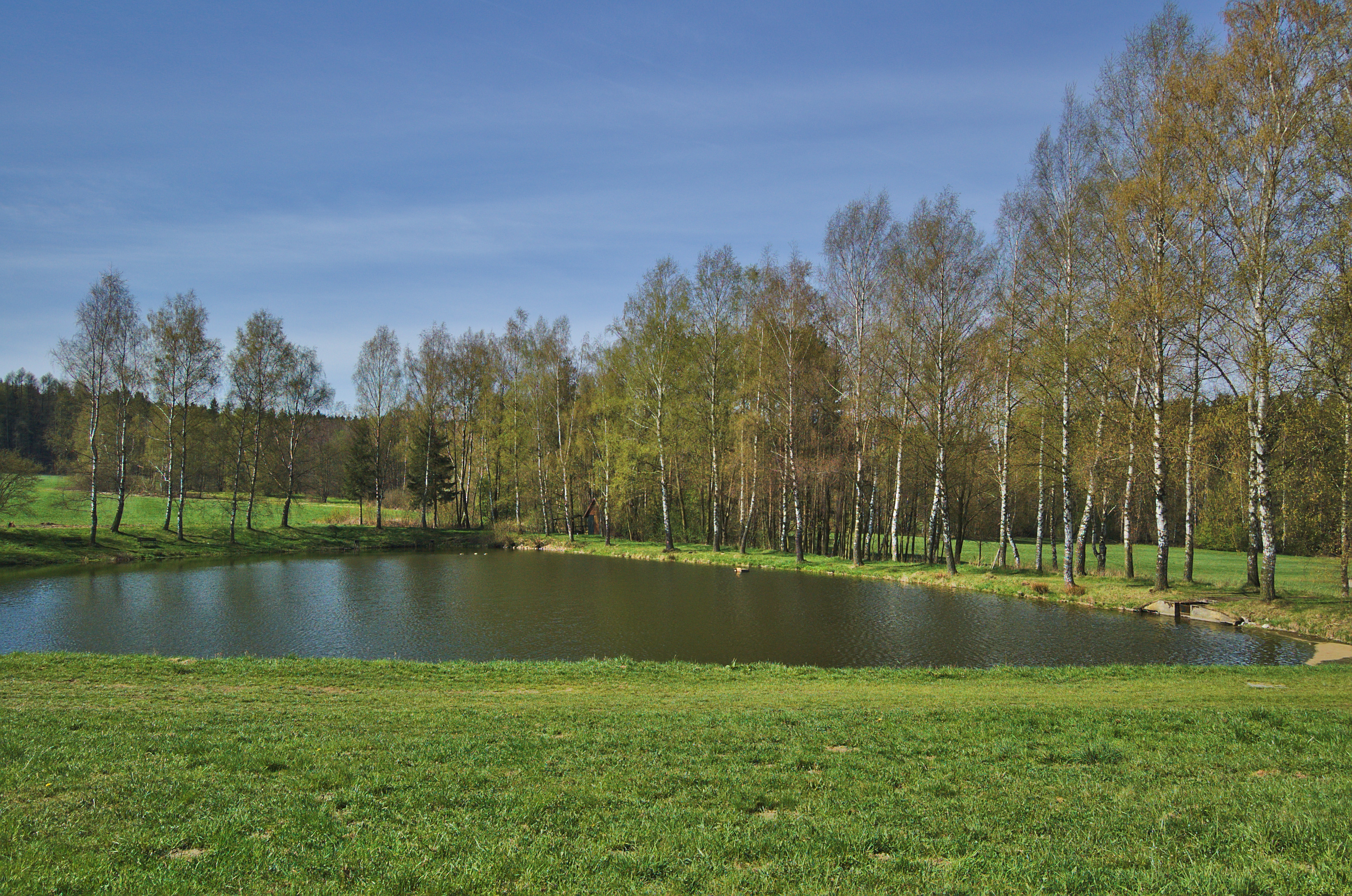
Rybník severozápadně od vsi
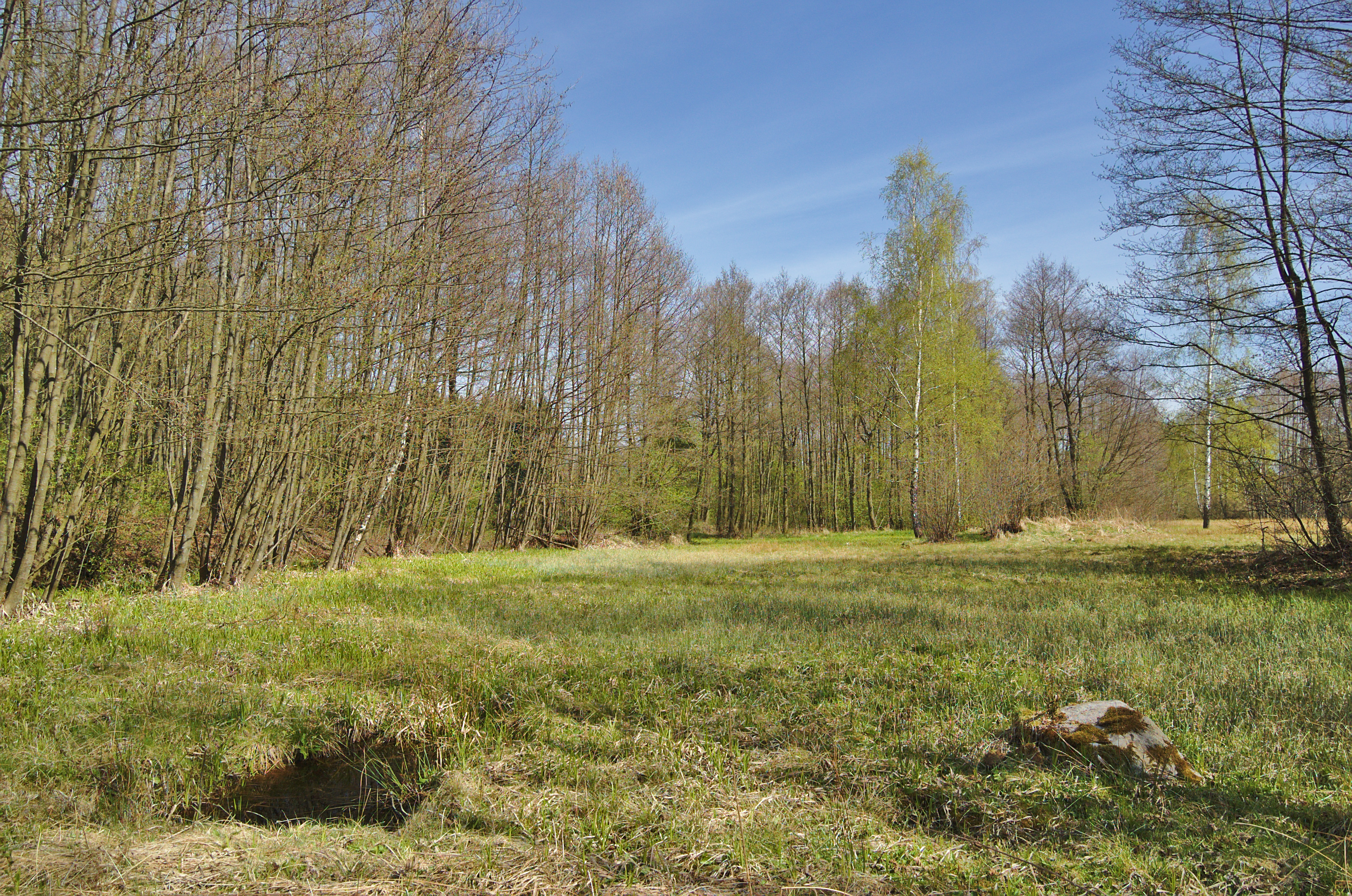
Přírodní rezervace Rašeliniště u Vintířova